# Jubelina riparia
Jubelina riparia är en tvåhjärtbladig växtart som beskrevs av Adrien Henri Laurent de Jussieu. Jubelina riparia ingår i släktet Jubelina och familjen Malpighiaceae. Inga underarter finns listade i Catalogue of Life.